# Scandal Makers
Scandal Makers (hangul: 과속스캔들; rr: Gwasok Seukaendeul) é um filme musical de comédia dramática escrito e dirigido por Kang Hyeong-cheol e estrelado por Cha Tae-hyun, Park Bo-young e Wang Seok-hyeon. Este foi o primeiro filme do diretor Kang e o filme coreano de maior bilheteria do ano de 2008.

## Sinopse
O ex-ídolo adolescente Nam Hyeon-soo (Cha Tae-hyun) está agora na casa dos trinta e trabalha como DJ de rádio. Uma jovem chamada Hwang Jeong-nam (Park Bo-young) envia histórias sobre sua vida como mãe solteira para a estação de rádio em que Hyeon-soo trabalha, dizendo que irá conhecer seu pai. Heon-soo então descobre que é o pai dela quando ela aparece em seu apartamento com seu filho Ki-dong (Wang Seok-hyeon). Ela diz a ele que seu nome verdadeiro é Jae-in e que sua mãe, Jeong-nam, foi o primeiro amor de Hyeon-soo. Hyeon-soo a princípio não acredita, então eles passam por um teste de DNA e os resultados confirmam a relação dos dois. Jae-in sonha em se apresentar no palco como cantora, mas Hyeon-soo teme que, se o fizer, o escândalo de sua paternidade possa vir à tona. Por causa da crescente popularidade de Jae-in, o pai de Ki-dong, Park Sang-yoon (Im Ji-kyu), encontra-na. Eles se encontram e conversam, com Sang-yoon sob a suposição equivocada de que Jae-in tem um caso com Hyeon-soo. Mais tarde, quando Ki-dong desaparece na apresentação de Jae-in, Hyeon-soo percebe que ele realmente se importa com sua filha e seu neto. Depois que notícias sobre sua filha e neto vazaram, ele não enfrentou danos em sua carreira por ter assumido a responsabilidade por eles. Com o incentivo da professora do jardim de infância de Ki-Dong, ele muda sua imagem para um homem mais velho e responsável, que é calorosamente recebido por todos. Em um recital de Natal, Sang-yoon se reconcilia com Jae-in e Ki-Dong, reacendendo o amor um pelo outro.

## Elenco
- Cha Tae-hyun como Nam Hyeon-soo
  - Cha Soo-chan, como o primeiro filho de Cha Tae-hyun. Ele tem uma pequena participação especial na última cena do filme. Ele tinha um ano na época das filmagens.[4]
- Park Bo-young como Hwang Jeong-nam/Hwang Jae-in, filha de Hyeon-soo
- Wang Seok-hyeon como Hwang Ki-dong, filho de Jae-in
- Im Ji-kyu como Park Sang-yoon, o primeiro amor de Jae-in e pai biológico de Ki-dong[1]
- Hwang Woo-seul-hye como professora de jardim de infância/vovó[1]
- Im Seung-dae como Bong Pil-joong, repórter de entretenimento[1]
- Jeong Won-joong como diretor do Bureau[1]
- Kim Ki-bang como diretor[1]
- Park Yeong-seo como assistente de direção[1]
- Sung Ji-ru como Lee Chang-hoon (participação especial)[1]
- Go Jun como diretor de comercial[1]

## Lançamento
Scandal Makers foi lançado na Coreia do Sul em 3 de dezembro de 2008, e liderou as bilheterias nacionais em seu fim de semana de estreia, com 473.725 ingressos vendidos. Pouco tempo depois, o filme arrecadaria mais de 8 milhões de ingressos vendidos, tornando-se o filme coreano de maior bilheteria de 2008. O segundo maior bilheteria foi The Good, The Bad, The Weird com 6,6 milhões, e o terceiro, The Chaser, com cerca de 5 milhões.

## Prêmios e indicações
| Ano  | Prêmio                                        | Categoria                             | Recipiente        | Resultado | Ref.         |
| ---- | --------------------------------------------- | ------------------------------------- | ----------------- | --------- | ------------ |
| 2008 | Cine21 Awards                                 | Nova Atriz do Ano                     | Park Bo-young     | Venceu    |              |
| 2009 | 1º KMDb(Korean Movie Database) Choice Awards  | Melhor Diretor                        | Kang Hyeong-cheol | Venceu    |              |
| 2009 | 6º Max Movie Awards                           | Melhor Ator                           | Cha Tae-hyun      | Venceu    |              |
| 2009 | 6º Max Movie Awards                           | Melhor Atriz Revelação                | Park Bo-young     | Venceu    |              |
| 2009 | 45º Baeksang Arts Awards                      | Melhor Filme                          | Scandal Makers    | Indicado  | [ 9 ] [ 10 ] |
| 2009 | 45º Baeksang Arts Awards                      | Melhor Atriz Revelação                | Park Bo-young     | Venceu    | [ 9 ] [ 10 ] |
| 2009 | 45º Baeksang Arts Awards                      | Melhor Diretor Revelação              | Kang Hyeong-cheol | Indicado  | [ 9 ] [ 10 ] |
| 2009 | 45º Baeksang Arts Awards                      | Melhor Roteiro                        | Kang Hyeong-cheol | Venceu    | [ 9 ] [ 10 ] |
| 2009 | 45º Baeksang Arts Awards                      | Ator Mais Popular (Filme)             | Cha Tae-hyun      | Indicado  | [ 9 ] [ 10 ] |
| 2009 | 45º Baeksang Arts Awards                      | Atriz Mais Popular (Filme)            | Park Bo-young     | Venceu    | [ 9 ] [ 10 ] |
| 2009 | 11º Udine Far East Film Festival              | Prêmio de Audiência (2º lugar)        | Kang Hyeong-cheol | Venceu    |              |
| 2009 | 2º Korea Junior Star Awards                   | Grande Prêmio (Categoria Filme)       | Park Bo-young     | Venceu    |              |
| 2009 | 2º Korea Junior Star Awards                   | Grande Prêmio                         | Wang Seok-hyeon   | Venceu    |              |
| 2009 | 17º Chunsa Film Art Awards                    | Melhor Atriz Revelação                | Park Bo-young     | Indicado  |              |
| 2009 | 17º Chunsa Film Art Awards                    | Melhor Ator Jovem                     | Wang Seok-hyeon   | Venceu    |              |
| 2009 | 18º Buil Film Awards                          | Melhor Atriz Revelação                | Park Bo-young     | Indicado  |              |
| 2009 | 12º Shanghai International Film Festival      | Melhor Filme (Asian New Talent Award) | Kang Hyeong-cheol | Venceu    | [ 11 ]       |
| 2009 | 3º Mnet 20's Choice Awards                    | HOT Movie Star - Female               | Park Bo-young     | Indicado  |              |
| 2009 | 3º Mnet 20's Choice Awards                    | HOT New Star                          | Wang Seok-hyeon   | Indicado  |              |
| 2009 | 3º Mnet 20's Choice Awards                    | HOT Boom Up Song - Super Man          | Scandal Makers    | Indicado  |              |
| 2009 | 3º Mnet 20's Choice Awards                    | HOT Boom Up Song - Perhaps That       | Park Bo-young     | Indicado  |              |
| 2009 | 46º Grand Bell Awards                         | Melhor Atriz Revelação                | Park Bo-young     | Indicado  | [ 12 ]       |
| 2009 | 46º Grand Bell Awards                         | Melhor Edição                         | Nam Na-yeong      | Indicado  | [ 12 ]       |
| 2009 | 46º Grand Bell Awards                         | Melhor Iluminação                     | Lee Sung-jae      | Indicado  | [ 12 ]       |
| 2009 | 46º Grand Bell Awards                         | Melhor Música                         | Kim Jun-seok      | Indicado  | [ 12 ]       |
| 2009 | 46º Grand Bell Awards                         | Prêmio de Popularidade                | Cha Tae-hyun      | Indicado  | [ 12 ]       |
| 2009 | 46º Grand Bell Awards                         | Prêmio de Popularidade                | Park Bo-young     | Venceu    | [ 13 ]       |
| 2009 | 29º Korean Association of Film Critics Awards | Melhor Diretor Revelação              | Kang Hyeong-cheol | Venceu    |              |
| 2009 | 29º Korean Association of Film Critics Awards | Melhor Atriz Revelação                | Park Bo-young     | Venceu    |              |
| 2009 | 30º Blue Dragon Film Awards                   | Melhor Atriz Revelação                | Park Bo-young     | Venceu    | [ 14 ]       |
| 2009 | 30º Blue Dragon Film Awards                   | Melhor Diretor Revelação              | Kang Hyeong-cheol | Venceu    | [ 14 ]       |
| 2009 | 30º Blue Dragon Film Awards                   | Melhor Música                         | Kim Jun-seok      | Indicado  | [ 14 ]       |
| 2009 | 17º Korean Culture and Entertainment Awards   | Melhor Atriz Revelação (Filme)        | Park Bo-young     | Venceu    |              |
| 2009 | 5º University Film Festival of Korea Awards   | Melhor Atriz Revelação                | Park Bo-young     | Venceu    |              |
| 2009 | 32º Golden Cinematography Awards              | Melhor Atriz Revelação                | Park Bo-young     | Venceu    |              |
| 2009 | 32º Golden Cinematography Awards              | Melhor Cinematógrafo Revelação        | Kim Jun-young     | Venceu    |              |
| 2009 | 12º Director's Cut Awards                     | Melhor Atriz Revelação                | Park Bo-young     | Venceu    |              |

## Remakes
Um remake chinês do filme original, intitulado Scandal Maker, dirigido por Ahn Byeong-ki e estrelado por Tong Dawei e Michelle Chen foi lançado na China em 11 de novembro de 2016.
Um remake vietnamita intitulado Ông ngoại tuổi 30 foi lançado em 30 de março de 2018.

Um remake indonésio intitulado Scandal Makers foi lançado no Amazon Prime Video em 19 de janeiro de 2023.